# Annie Barrows
Pour les articles homonymes, voir Fiery et Barrows.
Annie Fiery Barrows est une romancière américaine née en 1962 à San Diego.

## Biographie
Annie Barrows est la coauteur du roman épistolaire The Guernsey Literary and Potato Peel Pie Society, publié en 2008 par l'éditeur américain Random House, et dans sa traduction française en 2009 par l'éditeur NiL sous le titre Le Cercle littéraire des amateurs d’épluchures de patates.
Mary Ann Shaffer est l'auteur principal du roman, mais sa santé défaillante l'empêcha de retravailler le manuscrit final. C'est sa nièce Annie Barrows qui accepta de reprendre le texte et de le travailler jusqu'à publication finale. Elle est également l'auteur de la série pour enfants Ivy and Bean et de The Magic Half.